# Библиотека Форне
Библиотека Форне (фр. Bibliothèque Forney) является частью сети специализированных библиотек города Парижа, специализируется на декоративном искусстве.
Собрание посвящено декоративному искусству, ремёслам и их техникам, изобразительному искусству и графике. В библиотеке регулярно проходят выставки.
Библиотека расположена в IV округе Парижа, в районе Маре.

## История

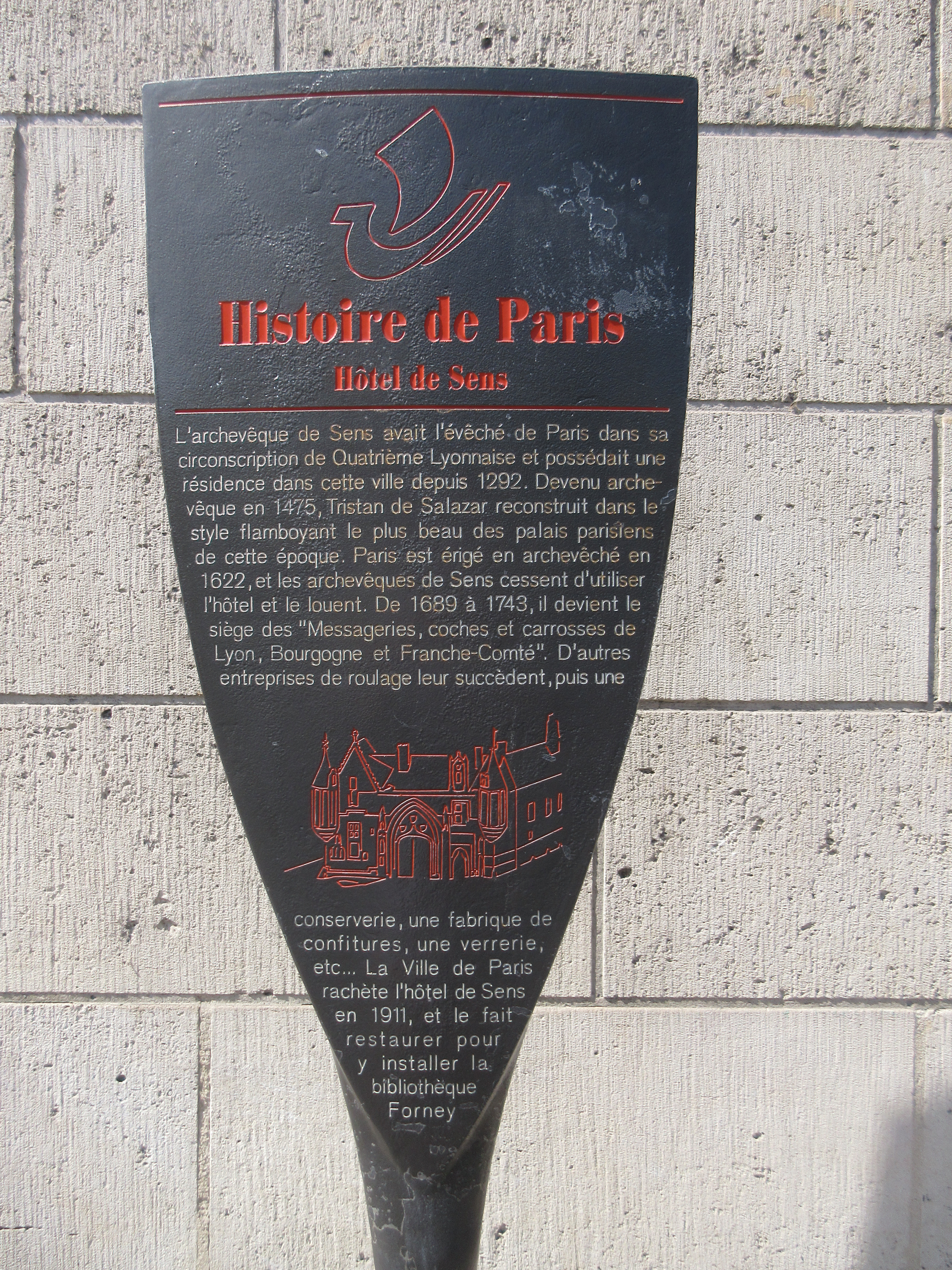
Панно истории Парижа
Отель де Санс

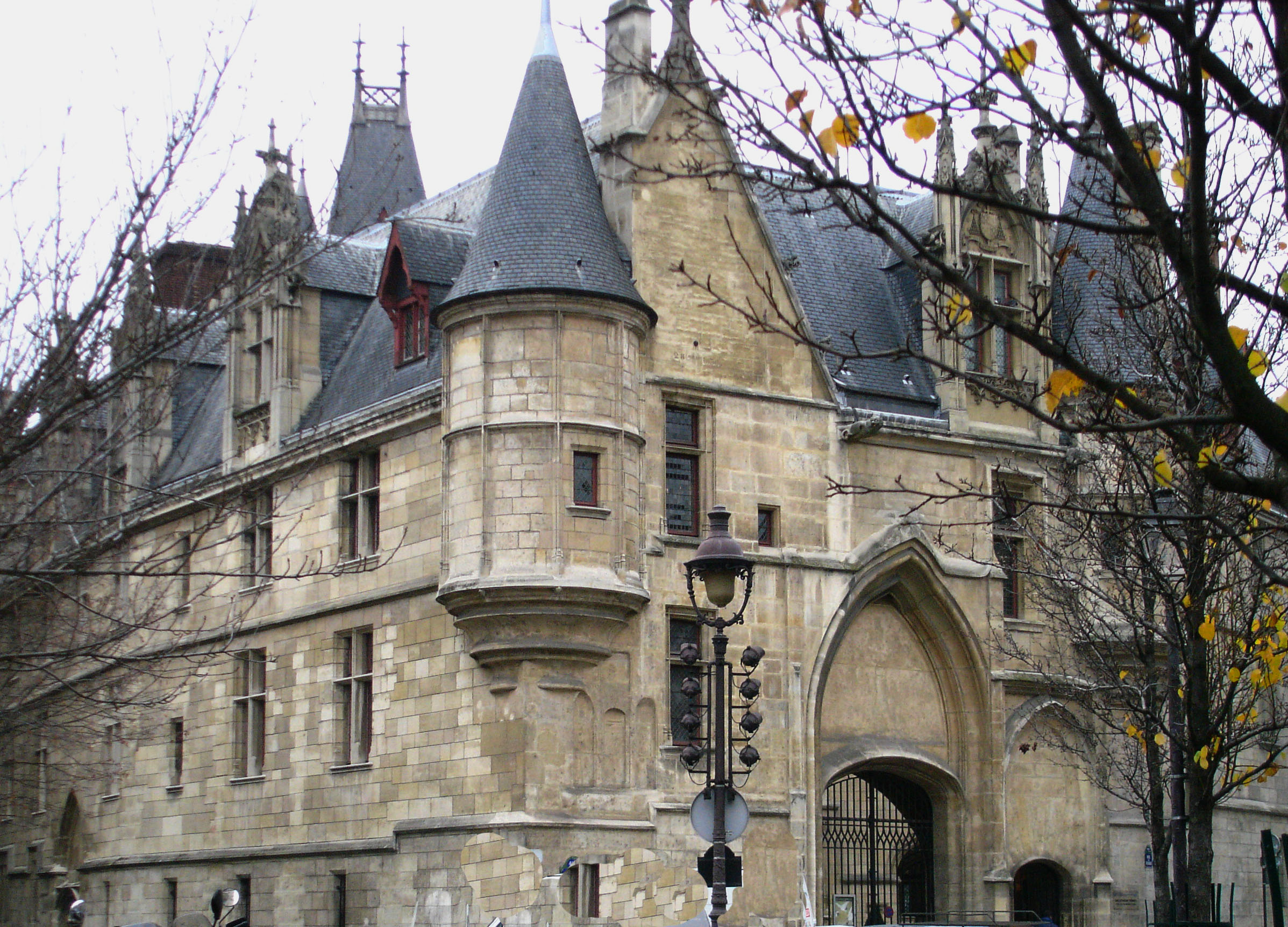
В отеле де Санс библиотека размещается с 1961 года.

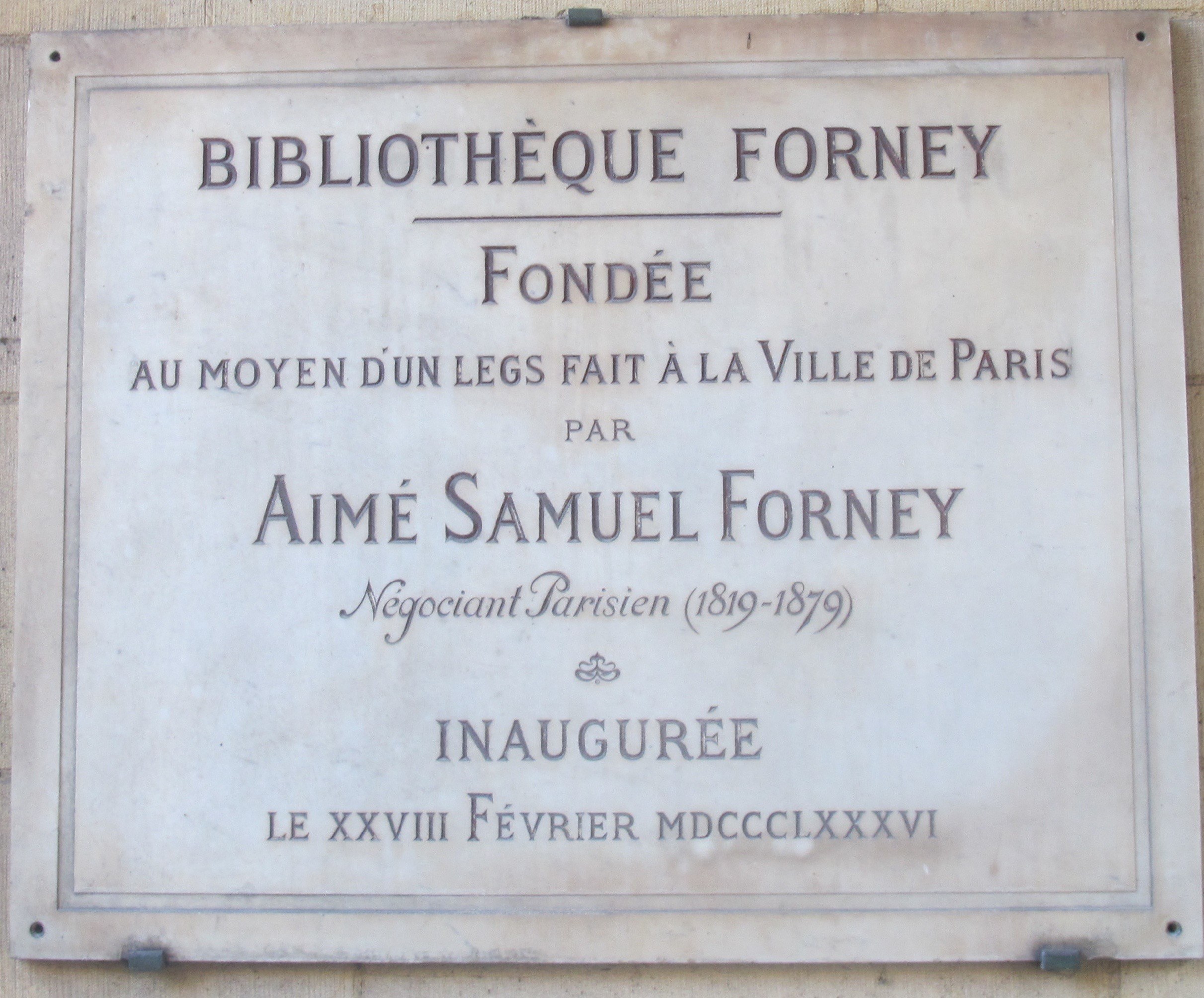
Мемориальная доска расположена у входа во двор отеля де Санс.

### Происхождение названия
Библиотека получила имя Самюэля Эме Форне (фр., 1819—1879), бизнесмена швейцарского происхождения, который по завещанию предложил городу Парижу создать учреждение по содействию образованию ремесленников.

### Этапы развития
Библиотека основана в 1886 году городом Парижем. Мэрия Парижа решила создать «популярную библиотеку». Расположенная в предместье Сент — Антуан, промышленном районе XI округа Парижа и XII округе Парижа, библиотека Форне предлагала рабочим и ремесленникам повысить уровень своих знаний по декорированию, обработке камня, дерева, металла, керамике и тканям.
Также библиотека предлагала коллекцию гравюр, предоставляя художникам и мастерам широкий выбор графических моделей.
Популярность библиотеки среди читателей быстро сделали её помещения недостаточными, и в 1929 году было принято решение о переносе библиотеки в Отель де Санс Это здание, построенное между 1475 и 1519 годами, является одним из редких остатков средневековой гражданской архитектуры в Париже. Однако переезд библиотеки не состоялся до тех пор, пока в 1961 году не были закончены длительные ремонтные работы под руководством Жан-Пьера Паке (фр.), главного архитектора Исторических памятников, которому помогал архитектор Роже Модюи (фр. Roger Maudhuit).
Коллекции библиотеки после 1961 года стали пополняться документами, посвященными изобразительному искусству (живопись, скульптура, архитектура, рисунок, гравюра) и графическому искусству (путём интеграции коллекции Библиотеки графических искусств в 2006 году, ранее хранившейся в VI округа Парижа). Коллекции также включают в себя множество зарубежных произведений, особенно англосаксонских, итальянских, славянских и китайских.
Политика формирования фондов в настоящее время отдает предпочтение моде и костюму, декоративно-прикладному искусству, садовому искусству, иконографии, истории печати и истории искусства в целом.
Читательская аудитория библиотеки, традиционно состоящая из ремесленных мастеров, включает также широкую публику, интересующуюся историей искусства, и ученых, занимающихся соответствующими дисциплинами. Таким образом, библиотека в послевоенный период переживает период бурного роста.
Общество друзей библиотеки Форне, ассоциация, созданная в 1914 году, способствует пополнению коллекций, а также организации выставок.

### Список кураторов
- Анри Клузо, 1908—1920
- Габриэль Анрио[фр.]), 1920—1939 гг.
- Мари-Луиза Арриво, 1939—1948 гг.
- Жаклин Вио — Solange Pons, 1948—1961 гг.
- Жаклин Вио, 1961—1980 гг.
- Гай Боден, 1980—1983
- Анн-Клод Лелье, 1983—2004 гг.
- Фредерик Казиот, 2004—2015
- Люсиль Трунель, с 2015 года

## Коллекции
Фонды библиотеки Форне включают в себя:
230 000 печатных изданий, включая сборники орнаментов, технические пособия XIX века и каталоги;
48 000 каталогов временных выставок и основных экспозиций музеев;
46 000 каталогов публичных продаж искусства с 1750 года по настоящее время;
более 50 000 коммерческих каталогов с XIX века (Le Bon Marché, La Redoute, Manufrance и т. д.),
каталоги ведущих французских художественных выставок и универсальных французских и зарубежных выставок;
4000 наименований периодических изданий, в том числе в области изобразительного искусства, графики, архитектуры, декоративного искусства, карикатуры, моды и художественного рынка;
альманахи XVIII века до наших дней;
почти 1000 книг художников
почти 1000 фэнзинов, отдающих предпочтение графическим экспериментам
Графические коллекции:
30 000 в основном рекламных плакатов с 1880 года по настоящее время (один из трех крупнейших во Франции),
коллекция из 9 000 образцов обоев,
400 печатных полотен XVIII и начала XIX века,
образцы тканей и кружев,
7 000 оригинальных рисунков мебели и декора (Fourdinois, Villeneuve, Maubert),
1,5 миллиона открыток,
популярные фоновые рисунки (хромолитография, изображения Эпиналя и т. д.)
рекламные материалы и промышленная графика (этикетки, меню, наборы…)

## Специализированные фонды
Специализированные фонды описаны в примечании к библиотеке Форне в Справочнике Коллективного каталога Франции) (BnF).
Коллекция Библиотеки графики была создана на пожертвование издателя Эдмона Морена в 1929 году. Он хотел предложить специалистом типографского дела техническую и профессиональную документацию.
Сборники посвящены полиграфии и книгопечатанию. Они состоят из редких документов: книги, брошюры, периодические издания и более 900 каталогов для полиграфии, иллюстрированных шрифтами и виньетками. Коллекции датируются XIX веком. XX , особенно представлен период 1900—1930 гг. набор архивов указан под заголовком « Архивы библиотеки графического искусства».
Фонд Гюстава Пеньо был создан на пожертвования (C. Peignot, 1976; Jean-Luc Froissart, 2005). Он включает архивы типографской фабрики Fonderie G. Peignot & Fils (архивы Deberny и Peignot, неполные, ещё не созданы) и различные организационные документы.
Фонд состоит из 36 архивных дел, содержащих 186 файлов. Здесь можно найти, в частности, оригинал Военной книги Жоржа Пеньо, переписку между Жоржем Пеньо и его братьями Андре, Люсьеном, Реми (1897—1914), копию рукописных сувениров Мари Ляпорт-Пеньо, жены Гюстава Пеньо. (идентичные фотокопии предоставлены Анри Леваном из семьи Пайе), копия «Семейных сувениров» Джейн Пино-Туле, дочери Жоржа Пеньо (Париж: Деберни, 1915), копия монографии Жана-Люка Фруассара «Золото, душа и пепел свинца». L'épopée des Peignots, 1815—1983 (Париж: Librairie Têkhnê, 2005). Имеются также многочисленные экземпляры журнальных статей (1890—1910).

## Цифровая библиотека
Библиотека Форне регулярно оцифровывает свои коллекции: плакаты, обои, открытки, фотографии, журналы, каталоги выставок начала XX века, коммерческие каталоги. Цифровые копии помещаются в онлайн-каталог:
- Более 6500 плакатов
- 300 коммерческих каталогов
- 3700 обоев
- Каталоги выставок
- Оригинальный дизайн мебели, Fonds Fourdinois

Книги, каталоги и периодические издания оцифровываются с помощью оптического распознавания символов, что позволяет выполнять поиск текста.
Файлы доступны для загрузки в форматах JPG, PDF и в текстовом формате.

## Выставки и публикации
Библиотека организует или проводит выставки, где экспонируются коллекции библиотеки. Выставочная программа доступна на веб-сайте Парижских библиотек Архивная копия от 4 февраля 2011 на Wayback Machine.
Многие выставки посвящены плакатам таких художников, как Бернар Виллемо, Анри Гюстав Жоссо, Жак Ориак .
Часто для выставок выпускаются открытки и каталоги (каталоги выставок плакатов публикуются в коллекции Affichistes). Также доступны тематические библиографии. Эти мероприятия поддерживаются Обществом друзей библиотеки Форне, которое помогает продвигать учреждение.
В коллекции плакатов хранятся работы следующих авторов:
- André Wilquin (1991);
- Raymond Gid (1992);
- Jacquelin (1993);
- Derouet (1994);
- Mercier (1995);
- Brenot (1996);
- Morvan (1997);
- Ogé (1998);
- Jacques Nathan-Garamond (1999);
- Colin (2000);
- Raymond Savignac (2001);
- François (2003);
- Jacques Auriac (2005);
- Francisque Poulbot (2007);
- Michel Quarez (2009);
- Jossot (2011);
- Villemot (2012)